# Physiologie animale
La physiologie animale est un domaine d'étude de la biologie. Cette discipline s'intéresse aux mécanismes de fonctionnement des diverses fonctions vitales des organismes vivants du règne animal, ainsi qu'à leurs liens avec les structures organiques présentes à différents niveaux d'organisation : organes, tissus, cellules, molécules. La physiologie animale tente de dresser un panorama des adaptations des animaux à leur environnement, dans leur diversité.